# Paul-Georg Schmidt

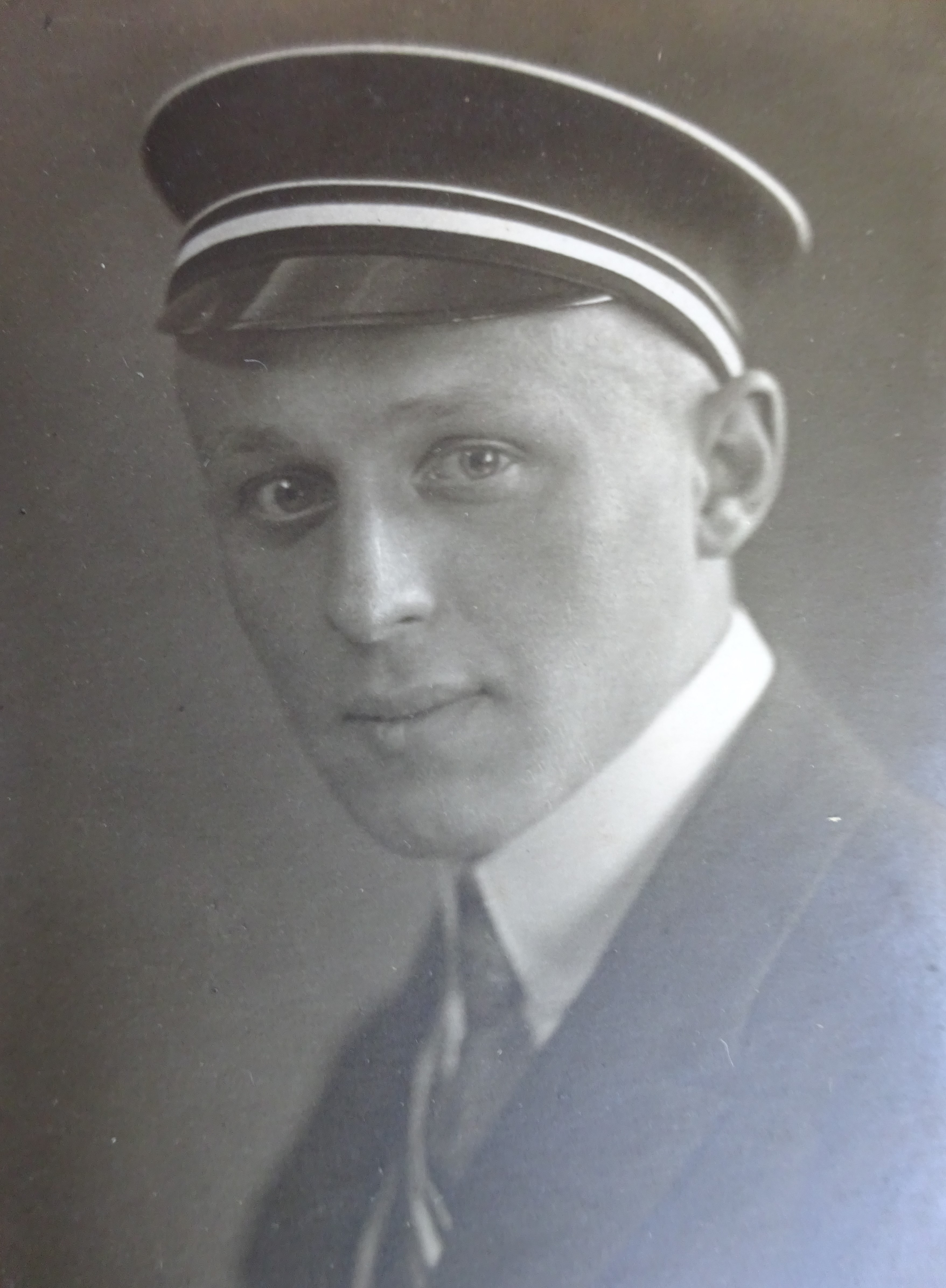
Paul-Georg Schmidt

Paul-Georg Schmidt (* 10. Februar 1902 in Zabrze, Oberschlesien; † 5. Mai 1987 in Aachen) war ein deutscher Lungenarzt und Chirurg.

## Leben
Schmidt besuchte die Vorschule in Zabrze und von Sexta bis Oberprima das Realgymnasium in Neisse. Nach dem Abitur 
meldete er sich zum Grenzschutz Ost. In der Traditionsschwadron des Ulanen-Regiments „von Katzler“ (Schlesisches) Nr. 2 kämpfte er gegen die Aufstände in Oberschlesien. Im Sommersemester 1920 begann er an der Schlesischen Friedrich-Wilhelms Universität Medizin zu studieren. Mit Fritz Gummert und Walter Hübner wurde er im Corps Marcomannia Breslau aktiv. Zum Sommersemester 1921 wechselte er an die Eberhard-Karls-Universität, wo er sich auch dem Corps Borussia Tübingen anschloss. Im Juli 1922 bestand er in Tübingen das Physikum. Als Inaktiver wechselte er für das WS 1922/23 und das SS 1923 an die Ludwig-Maximilians-Universität München. Dort war er der erste MC beim Corps Hercynia. Nach einem neuerlichen Semester in Breslau ging er für das  SS 1924 und das WS 1924/25 an die Universität Rostock. Er bestand am 13. Mai 1925 das Staatsexamen und wurde eine Woche später in Rostock zum Dr. med. promoviert. 
Medizinalpraktikant war er in Rostock und bei Ludwig Aschoff in der Pathologie der Albert-Ludwigs-Universität Freiburg. Die ärztliche Ausbildung begann er im Oktober 1925 mit einem Jahr in der Breslauer HNO-Klinik. Da er sich dort eine Tuberkulose zugezogen hatte, wurde er Lungenarzt. Ab 1927 war er Assistenz- und Oberarzt im Tbc-Krankenhaus Schwaan in Mecklenburg. Wieder erholt, wurde er 1931–1934 im Universitätsklinikum Rostock Chirurg. 1934–1937 war er am Pommerschen Tbc-Krankenhaus in Hohenkrug tätig. 1936 habilitierte er sich in Rostock. Als Facharzt für Lungenkrankheiten und für Chirurgie wurde er 1937 zum Chefarzt der Lungenheilstätte in Waldbreitbach gewählt. Er war beamteter Medizinaldirektor. Im Zweiten Weltkrieg diente er 1939/40 als Oberarzt der Reserve in einem Lazarett. Er veröffentlichte 80 Arbeiten über die Tuberkulose, besonders über ihre operative Behandlung. 1949 gelang die Umhabilitation an die Rheinische Friedrich-Wilhelms-Universität Bonn. Sie ernannte ihn 1952 zum apl. Professor. 1961 wechselte er an die Aggertalklinik in Engelskirchen. 1963/64 war er Vorsitzender der Deutschen Tuberkulose-Gesellschaft. 1967 pensioniert, verlebte er den Ruhestand in Aachen.
Verheiratet war er seit dem 9. September 1927 mit Ruth geb. Kornstaedt aus Bad Doberan. Er hatte sie im Februar 1925 als Abiturientin auf einem Tanzabend des Corps Vandalia Rostock kennengelernt. Aus der Ehe gingen sechs Kinder hervor: Maria-Luise (1930), Georg (1931), Karin (1935), Johann-Gottfried (1936), Helmut (1941) und Ulrich (1945–1949).

## Ehrungen
- Schlesisches Bewährungsabzeichen 2. und 1. Klasse
- Bundesverdienstkreuz 1. Klasse

## Bücher
- mit Heinrich Gißel: Die Lungentuberkulose.  Leipzig 1933 (3 Auflagen).
- Differentialdiagnose der Lungenkrankheiten, mit besonderer Berücksichtigung der Tuberkulose. Johann Ambrosius Barth Verlag 1954.
- Handbuch der Tuberkulose: Diagnostische Methoden und chirurgische Therapie bei der endothorakalen Tuberkulose, Bd. III. Thieme, Stuttgart 1975.